# Plutonium(IV)-oxid
Plutonium(IV)-oxid, meistens als Plutoniumdioxid bezeichnet, ist das chemisch stabilste Oxid des Plutoniums. Es ist ein kristalliner gelb-brauner Feststoff mit hoher Schmelztemperatur.

## Eigenschaften

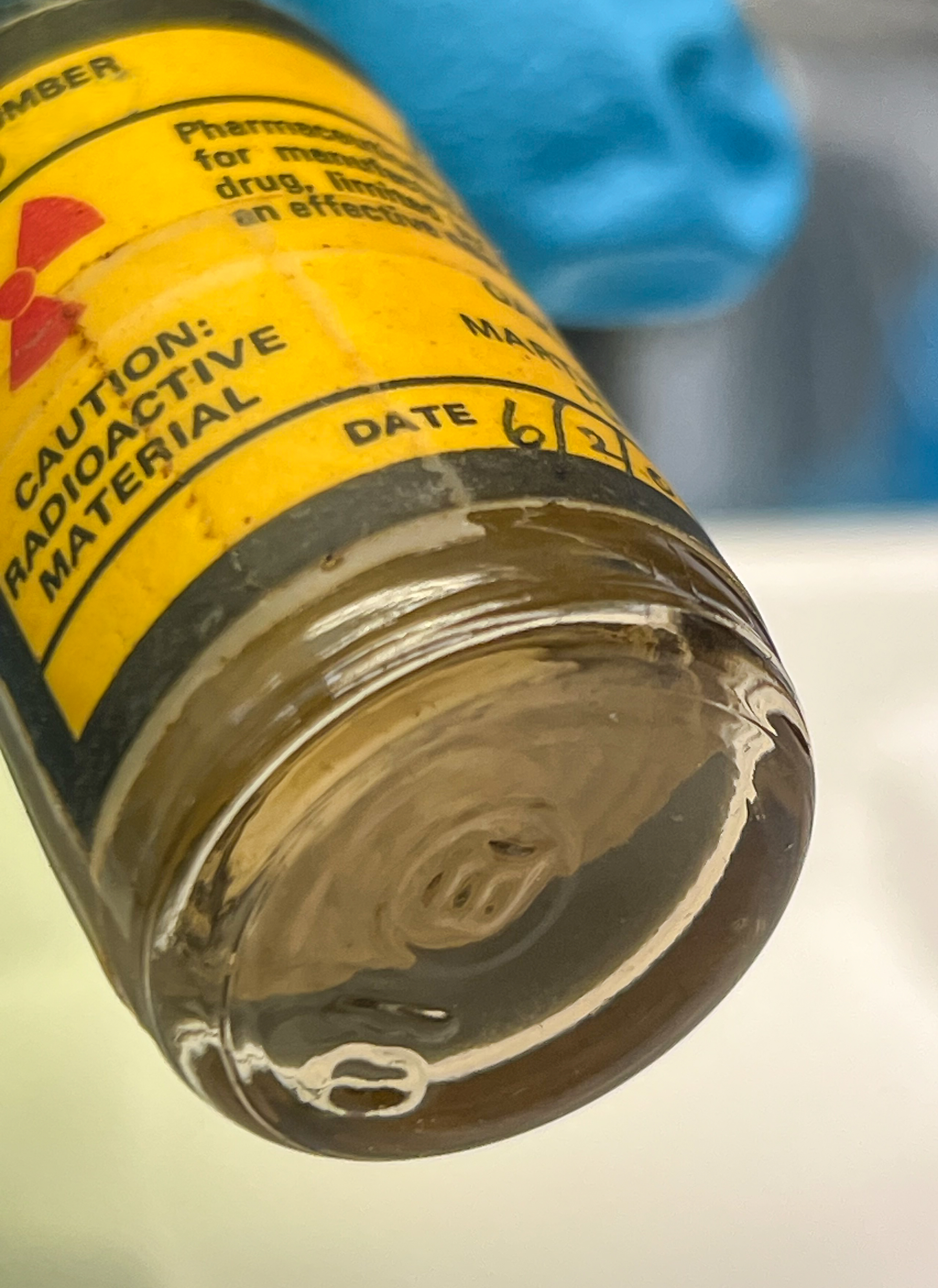
Plutoniumdioxid

Plutoniumdioxid ist wenig reaktiv und wird von Wasser oder salzhaltigem Wasser fast nicht angegriffen. Es kann auch zu keramischem Material gesintert werden.
Plutoniumdioxid weist ein kubisches Kristallsystem auf, hat die Raumgruppe Fm3m (Nr. 225), die Elementarzellen haben als Gitterparameter a = 540 pm, der Strukturtyp ist der CaF2-Typ (Fluorit) und die Koordinationszahlen sind Pu[8], O[4].
Plutoniumdioxid  ist ein olivgrünes bis graugrünes Pulver. Einkristalle, die sich zum Beispiel aus der Schmelze oder aus der Zersetzung von Plutonium(IV)-sulfat gewinnen lassen, liegen als schwarze glänzende Kristalle vor. Mikrokugeln, die sich durch Einschmelzen von Plutoniumdioxid-Pulver in einer Plasmaflamme darstellen lassen, sind rotbraun bis bernsteingelb.

## Darstellung
Plutoniumdioxid entsteht spontan durch die Oxidation von Plutoniummetall in einer oxidierenden Atmosphäre bei Normaltemperatur und -druck.
Bei der Wiederaufarbeitung von Kernbrennstäben wird es gewonnen, indem Plutonium(IV)-oxalat Hexahydrat oder Decahydrat bei Temperaturen ab 1000 °C kalziniert wird. Auch beim Erhitzen von Plutonium(IV)-nitrat und Plutoniumperoxid entsteht es.
{\displaystyle {\ce {Pu(C2O4)2 . 10 H2O + O2 -> PuO2 + 2 CO2 + 10 H2O}}}
{\displaystyle {\ce {Pu(C2O4)2 . 6 H2O -> PuO2 + 2 CO + 6 H2O}}}

## Verwendung
Gesintertes Plutoniumdioxid wird in Radionuklid-Heizelementen und Radionuklidbatterien verwendet und als Material für Brennstäbe in Atomreaktoren eingesetzt.

## Sicherheitshinweise

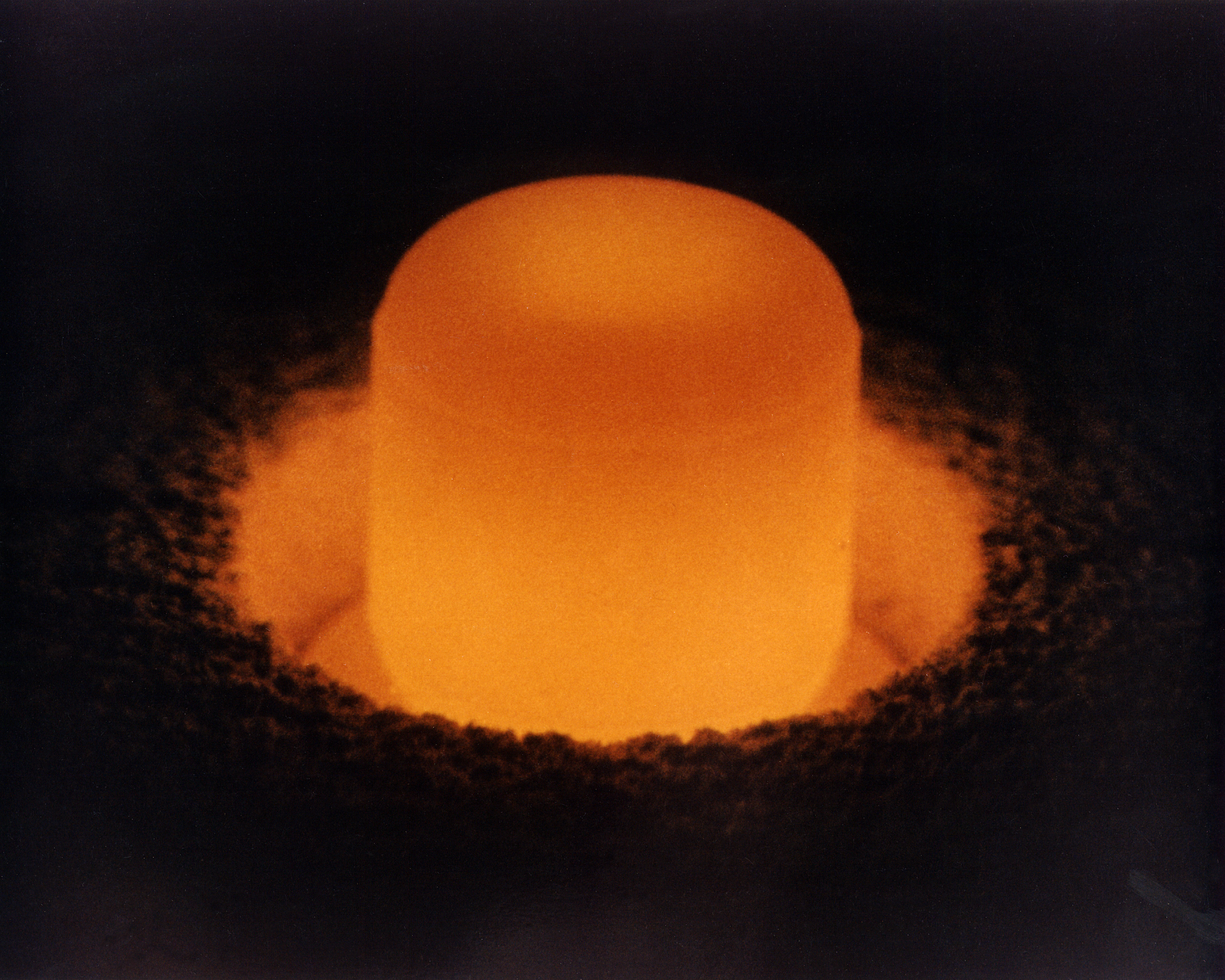
PuO_{2} glüht durch den Zerfall des enthaltenen Isotops ^{238}Pu

Einstufungen nach der CLP-Verordnung liegen nicht vor, obwohl die chemische Giftigkeit von Plutonium bekannt ist. Wichtig sind die auf der Radioaktivität beruhenden Gefahren. Plutoniumdioxid ist je nach Art der verwendeten Plutoniumisotope unterschiedlich radioaktiv und durch die beim radioaktiven Zerfall entstehende Wärme bei kurzlebigen Alphastrahlern auch heiß. 
Es gibt eine Studie über die möglichen Gefahren, die durch die Radionuklidbatterie und das enthaltene Plutoniumdioxid auf der Raumsonde New Horizons bestehen.